# Briefmarken-Jahrgang 1956 der Deutschen Bundespost Berlin
Der Briefmarken-Jahrgang 1956 der Deutschen Bundespost Berlin umfasste acht Sondermarken und 16 Dauermarken der Serie Berliner Stadtbilder.
Der Nennwert der Marken betrug 9,03 DM; dazu kamen 0,20 DM als Zuschlag für wohltätige Zwecke.

## Liste der Ausgaben und Motive
Legende
- Bild: Eine bearbeitete Abbildung der genannten Marke. Das Verhältnis der Größe der Briefmarken zueinander ist in diesem Artikel annähernd maßstabsgerecht dargestellt. Sollten keine Marken abgebildet sein, liegt es daran, dass das Urheberrecht des Künstlers noch nicht erloschen ist.
- Beschreibung: Eine Kurzbeschreibung des Motivs und/oder des Ausgabegrundes. Bei ausgegebenen Serien oder Blocks werden die zusammengehörigen Beschreibungen mit einer Markierung versehen eingerückt.
- Wert: Der Frankaturwert der einzelnen Marke in Pfennig. Ein „+“ bedeutet, dass es sich um eine Zuschlagsmarke handelt (= Frankaturwert + Spende).
- Ausgabedatum: Das Datum des erstmaligen Verkaufs dieser Briefmarke.
- Gültig bis: Das Datum, an dem die Gültigkeit endete.
- Auflage: Soweit bekannt, wird hier die zum Verkauf angebotene Anzahl dieser Ausgabe angegeben.
- Entwurf: Soweit bekannt, wird hier angegeben, von wem der Entwurf dieser Marke stammt.
- Mi.-Nr.: Diese Briefmarke wird im Michel-Katalog unter der entsprechenden Nummer gelistet.

| Sondermarken | |                  |                       |                   |             |                  |         |
| Bild         | Beschreibung | Werte in Pfennig | Ausgabe- datum (1956) | gültig bis        | Auflage     | Entwurf          | Mi.-Nr. |
|              | Bundesrat Deutschland in Berlin - Bundesadler und Wappen Berlins                                                                          | 10               | 16. März              | 31. Dezember 1957 | 20.000.000  | Rudolf Gerhardt  | 136     |
|              | - Bundesadler und Wappen Berlins | 25               | 16. März              | 31. Dezember 1957 | 5.000.000   | Rudolf Gerhardt  | 137     |
|              | 100 Jahre Verein Deutscher Ingenieure (VDI) - das Logo des VDI und ein Lorbeerzweig                                                       | 10               | 12. Mai               | 31. Dezember 1957 | 5.000.000   | Alfred Goldammer | 138     |
|              | - das Logo des VDI und ein Lorbeerzweig                                                                                                   | 20               | 12. Mai               | 31. Dezember 1957 | 2.500.000   | Alfred Goldammer | 139     |
|              | Berlinhilfe für die Hochwassergeschädigten - Freiheitsglocke (entspricht MiNr. 77, 1951, in anderer Farbe und mit Aufdruck) Zuschlagmarke | 20+10            | 9. August             | 31. Dezember 1957 | 1.500.000   | Leon Schnell     | 155     |
|              | 10. Todestag von Paul Lincke (1866–1946) Komponist                                                                                        | 20               | 3. September          | 31. Dezember 1958 | 2.000.000   | Leon Schnell     | 156     |
|              | Deutsche Industrieausstellung Antennenmasten der Funkstelle Berlin-Nikolassee                                                             | 25               | 15. September         | 31. Dezember 1958 | 1.500.000   | Rudolf Gerhardt  | 157     |
|              | Tag der Briefmarke Brandenburgischer Postreiter um 1700 Zuschlag für die Philatelie                                                       | 25+10            | 26. Oktober           | 31. Dezember 1958 | 1.500.000   | Helmcke          | 158     |
| Dauermarken  | |                  |                       |                   |             |                  |         |
| Bild         | Beschreibung | Werte in Pfennig | Ausgabe- datum (1956) | gültig bis        | Auflage     | Entwurf          | Mi.-Nr. |
|              | Dauermarken Berliner Stadtbilder (Briefmarkenserie) - Berliner Funkturm                                                                   | 7                | 1. März               | 31. Dezember 1957 | 2.000.000   | Alfred Goldammer | 135     |
|              | - Brandenburger Tor | 1                | 23. Februar 1957      | 31. Dezember 1970 | 20.700.000  | Alfred Goldammer | 140     |
|              | - Landespostdirektion Berlin | 5                | 23. Februar 1957      | 31. Dezember 1964 | 50.160.000  | Alfred Goldammer | 141     |
|              | - Berliner Funkturm | 7                | 5. Oktober            | 31. Dezember 1964 | 54.500.000  | Alfred Goldammer | 142     |
|              | - Rathaus Neukölln | 8                | 22. Juni              | 31. Dezember 1964 | 26.600.000  | Alfred Goldammer | 143     |
|              | - Kaiser-Wilhelm-Gedächtniskirche | 10               | 10. Juli              | 31. Dezember 1964 | 339.630.000 | Alfred Goldammer | 144     |
|              | - Luftbrückendenkmal | 15               | 10. Juli              | 31. Dezember 1964 | 53.420.000  | Alfred Goldammer | 145     |
|              | - Henry-Ford-Bau der Freien Universität Berlin, Dahlem                                                                                    | 20               | 10. Juli              | 31. Dezember 1964 | 81.980.000  | Alfred Goldammer | 146     |
|              | - Otto-Lilienthal-Denkmal in Lichterfelde                                                                                                 | 25               | 9. August             | 31. Dezember 1964 | 51.460.000  | Alfred Goldammer | 147     |
|              | - Schloss Pfaueninsel | 30               | 16. November 1957     | 31. Dezember 1964 | 10.730.000  | Alfred Goldammer | 148     |
|              | - Schloss Charlottenburg | 40               | 30. Juli 1957         | 31. Dezember 1964 | 11.365.000  | Alfred Goldammer | 149     |
|              | - Kraftwerk Reuter | 50               | 5. Oktober            | 31. Dezember 1964 | 20.000.000  | Alfred Goldammer | 150     |
|              | - Industrie- und Handelskammer und Börse                                                                                                  | 60               | 16. November 1957     | 31. Dezember 1964 | 13.830.000  | Alfred Goldammer | 151     |
|              | - Schillertheater | 70               | 5. Oktober            | 31. Dezember 1964 | 14.250.000  | Alfred Goldammer | 152     |
|              | - Reiterstandbild des Großen Kurfürsten                                                                                                   | 1 DM             | 10. November          | 31. Dezember 1964 | 11.865.000  | Alfred Goldammer | 153     |
|              | - Kongresshalle | 3 DM             | 26. April 1958        | 31. Dezember 1964 | 2.420.000   | Alfred Goldammer | 154     |